# 孫引き
孫引き（まごびき）は、原典以外の文献に引用された内容を原典を確認せずそのまま用いること。

## 概要
日本の著作権法第48条によると、著作物を引用する際には、原則として出所の明示が求められる。
引用によって文脈が省かれる可能性があるため、 孫引きは危険である。
論文において、元論文を確認しないまま孫引きを行ったことが発覚した場合、論文の信頼性が大きく低下し、最悪の場合には責任問題も発生する。
孫引きは本来行うべきではないが、原典が絶版や入手困難、入手不能など、合理的な事由がある場合、やむを得ず行われることがある。
孫引きをするときには原典とそれを一次引用している資料の両方の記載が必要であり、さらに孫引きをしたことがわかるようにする。
孫引きされた内容を、さらに「孫引き」することは、曾孫引き（ひまごびき）と呼ばれる。